# Ana Maria Braga Sou Eu
Ana Maria Braga Sou Eu (também conhecido como Sou Eu) é o único álbum de estúdio da apresentadora brasileira Ana Maria Braga, lançado em 15 de julho de 2003 através da BMG Brasil. O álbum foi gravado após Ana receber pedidos para criar músicas das mensagens que dizia na abertura de seu programa, o Mais Você. Sou Eu contém seis canções inéditas — cinco delas com participações especiais — que enfatizam o amor, a autoestima, o alto astral e o prazer de viver feliz. Tais canções complementam nove textos recitados por Ana, que passam mensagens similares. Produzido em cerca de três meses, Sou Eu recebeu críticas geralmente negativas da imprensa, que descreveu o álbum como "brega".

## Produção e lançamento

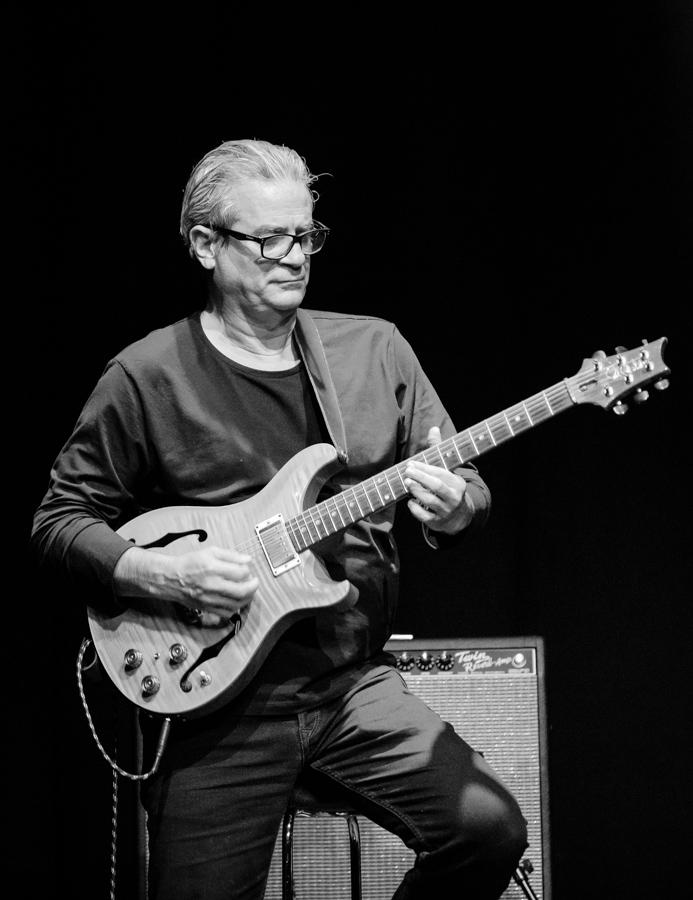
Ricardo Silveira idealizou o álbum.

O produtor Ricardo Silveira teve a ideia de gravar o álbum, convencendo a apresentadora do Mais Você, Ana Maria Braga, a participar. Segundo ela, "Gravei todos os textos de primeira porque acredito no que li". O nome do álbum veio da canção homônima, por ser "uma música tão forte [...] que achei que tinha a ver com o conteúdo [do álbum]". A produção durou aproximadamente três meses.
Ana disse que aceitou gravar o CD porque isso faria parte da "coerência" com a qual diz conduzir sua vida: "Este CD é um projeto. Não são regravações. Você até pode regravar, mas tem que ser cantora pra isso". Também disse que recebia muitos pedidos para registrar fonograficamente as mensagens que dizia frequentemente na abertura do Mais Você. No entanto, notou que não tinha pretensão de ser cantora: "Cada macaco no seu galho. [...] Foi divertido e gravaria outro. Se acontecer, prometo melhorar", e complementou em outro local: "Se isso acontecer, vou tentar melhorar, vou fazer aulas de canto, apesar de achar que não tem nenhuma vergonha neste CD".
Em 1 de julho de 2003, o seguinte foi publicado no Jornal do Brasil: "Estamos procurando o autor do texto abaixo ["Procura-Se um Amante"], pois estaremos lançando-o no [álbum] da artista Ana Maria Braga em [julho de 2003 ...] Favor entrar em contato com BMG Brasil". Sou Eu chegou às lojas com tiragem de 100 mil discos, em 15 de julho de 2003. Ana também estreou o álbum no hotel Unique, em São Paulo. Ela cantou músicas do álbum no Criança Esperança em 6 de agosto e foi entrevistada no Marília Gabriela Entrevista em 28 de agosto, onde conversou sobre o lançamento.

## Conteúdo e composição

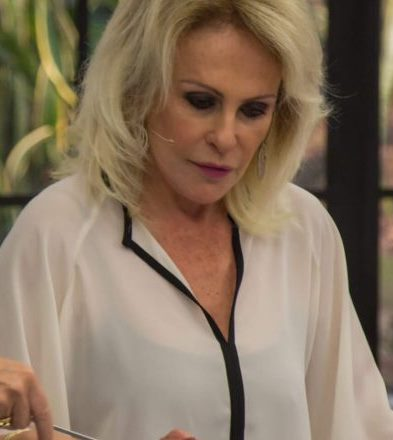
Ana Maria Braga em 2016

Sou Eu contém seis canções inéditas, que complementam os nove textos recitados por Ana. Segundo a apresentadora, a ideia inicial era cantar apenas duas músicas, mas as vinte, encomendadas especialmente para o disco, eram "tão boas" que a gravadora optou por selecionar 15 e, destas, seis entraram no álbum. Ela disse que os textos foram escolhidos criteriosamente, sendo que alguns são de autoria de sua equipe. As participações especais são de Fábio Júnior, Zezé Di Camargo & Luciano, Louro José e a Turma da Aninha, Leonardo e Xanddy, convidados por causa da identificação deles com as músicas.
Ana disse que o objetivo do álbum era oferecer aos fãs do Mais Você "textos repletos de positividade" para ouvir em qualquer lugar. Em geral, as letras do álbum enfatizam o amor, a autoestima, o alto astral e o prazer de viver feliz. Além disso, os textos oferecem mensagens de auto-ajuda para "pessoas que se encontram em situações difíceis", mensagens de encontrar prazer no que se faz, de trabalhar com prazer, de namoro e de persistência. Ana disse que o álbum é um reflexo do "ótimo momento" em que estava vivendo, e declarou: "Hoje estou muito mais para rock, do que para bolero". O Estadão notou, mostrando a letra do texto "Procura-Se um Amante": "Se você apresenta um quadro de insônia, apatia, pessimismo, monotonia e depressão, não se preocupe: Ana Maria tem a solução. 'Pra esse quadro, um terapeuta espanhol vem receitando uma coisa simples, mas que às vezes assusta: um amante'".

## Recepção
Um escritor anônimo escreveu para o Estadão: "Para sermos apenas complacentes, é preciso dizer que o disco de Ana Maria é talvez um dos maiores desfiles de lugares-comuns por metro quadrado do planeta", e que "A declamadora Ana Maria dá um novo sentido às palavras 'brega' e 'cafona' [...] ela permite que possamos fazer uma clara distinção entre o profissional e o diletante da canção popular". Leonardo Rodrigues escreveu ao UOL: "É bom? Nem um pouco. Há gosto todo o tipo de autoajuda, mas soa como uma mistura de transmissão de rádio brega e correio elegante."

## Lista de faixas
Adaptada do Spotify.
| N.º            | Título                                                              | Composição                                                        | Duração |  |
| 1.             | "Na Trilha do Amor" (part. Fábio Júnior)                            | Elias Muniz                                                       | 4:00    |  |
| 2.             | "Acorda Menina"                                                     | Luciana Browne, Marcio Vip Antonucci, Vivi De Marco               | 2:08    |  |
| 3.             | "O Menino das Meias Vermelhas"                                      | Carlos Heitor Cony, Luciana Browne, Marcio Vip Antonucci          | 1:40    |  |
| 4.             | "Não Quero Te Perder" (part. Zezé Di Camargo & Luciano)             | Carlos Randall, Randalzinho, Sergio Pinheiro                      | 4:26    |  |
| 5.             | "Procura-Se um Amante"                                              | Luciana Browne, Marcio Vip Antonucci                              | 4:04    |  |
| 6.             | "Namorar é Bom"                                                     | Luciana Browne, Marcio Vip Antonucci, Vivi De Marco               | 1:35    |  |
| 7.             | "Saúde, Amor, Paz e Alegria" (part. Louro José e a Turma da Aninha) | Carlos Colla, Luciana Browne                                      | 3:38    |  |
| 8.             | "Eu Sei, Mas Não Devia"                                             | Luciana Browne, Marcio Vip Antonucci, Marina Colasanti            | 3:02    |  |
| 9.             | "Ser Especial"                                                      | Ira Buscacio, Jorge Cardoso, Luciana Browne, Marcio Vip Antonucci | 1:43    |  |
| 10.            | "Receita Pra Felicidade" (part. Leonardo)                           | Luciana Browne, Marcio Vip Antonucci                              | 3:08    |  |
| 11.            | "Conselhos"                                                         | Luciana Browne, Marcio Vip Antonucci, Nizan Guanaes               | 5:49    |  |
| 12.            | "Acorda Pra Vida (Sou Mais Você)" (part. Xanddy)                    | Ira Buscacio, Jorge Cardoso                                       | 3:09    |  |
| 13.            | "Isso Fortalece"                                                    | Luciana Browne, Marcio Vip Antonucci, Vivi De Marco               | 2:07    |  |
| 14.            | "Xô Baixo Astral"                                                   | Luciana Browne, Marcio Vip Antonucci, Vivi De Marco               | 1:56    |  |
| 15.            | "Sou Eu"                                                            | Dudu Falcão                                                       | 3:18    |  |
| Duração total: | Duração total:                                                      | Duração total:                                                    | 45:50   |  |